# St. Martin (Bennigsen)

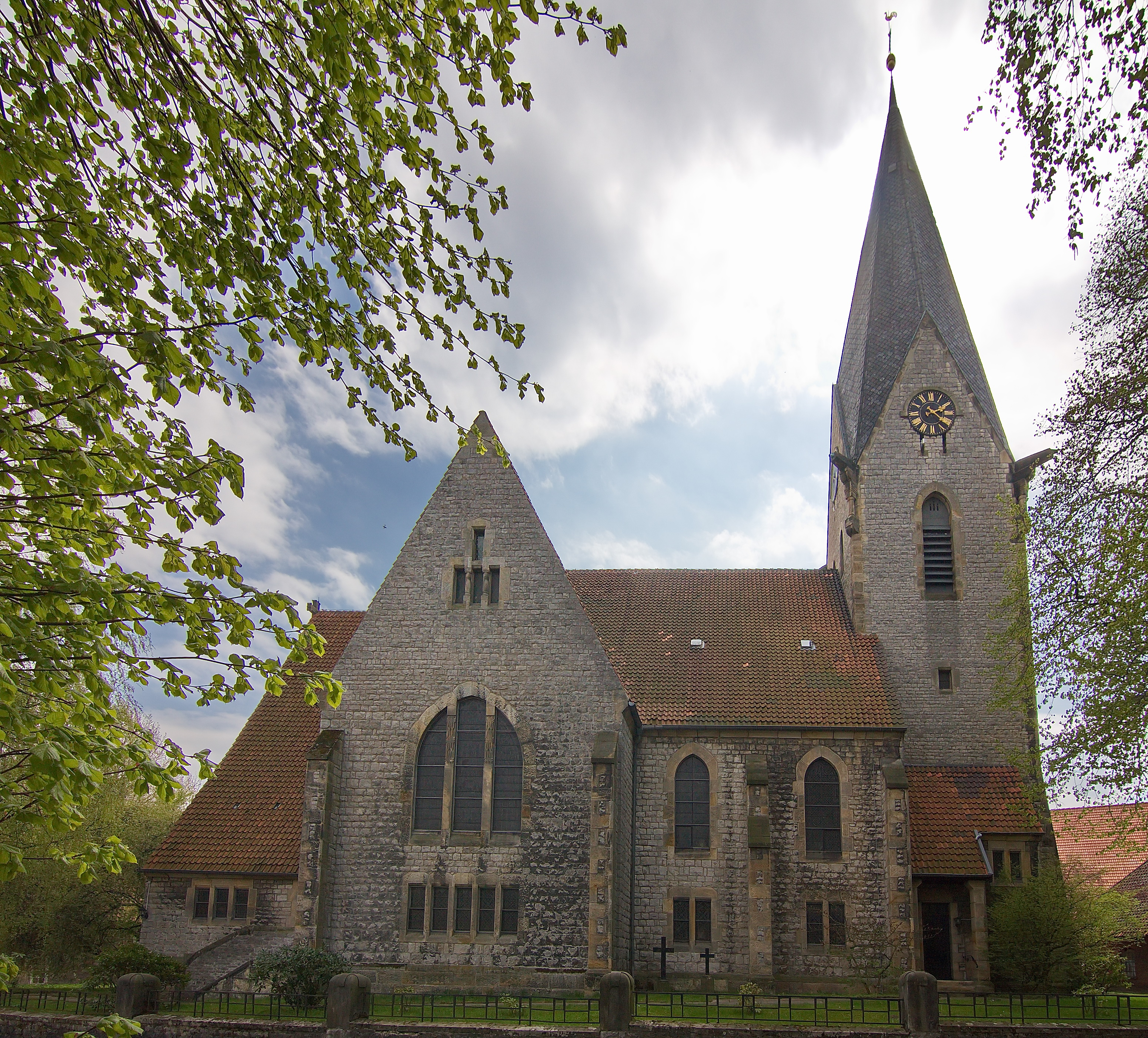
St. Martin

Die evangelisch-lutherische Kirche St. Martin steht in Bennigsen, einem Ortsteil der Stadt Springe in der Region Hannover von Niedersachsen. Die denkmalgeschützte Kirche gehört zur Kirchengemeinde Bennigsen-Lüdersen im Kirchenkreis Laatzen-Springe des Sprengels Hannover der Evangelisch-lutherischen Landeskirche Hannovers.

## Beschreibung
Die 1908 von Eduard Wendebourg erbaute Kreuzkirche aus Quadermauerwerk ist die dritte Kirche an diesem Platz. Sie ist mit Strebepfeilern umstellt und hat den Kirchturm im Westen, der mit einem achtseitigen schiefergedeckten Helm bedeckt ist und in dem drei Kirchenglocken hängen. Die breiten, kurzen Querschiffe und die gangartigen Seitenschiffe bewirken eine Zentralisierung des Innenraums. Von den zurückweichenden Emporen ging die nördliche verloren. Über dem nördlichen Nebenportal des Westturms ist ein kleines romanisches Tympanon mit Kreuzmotiv aus der zweiten Hälfte des 12. Jahrhunderts. 
Die Kirchenausstattung ist komplett erhalten. Die Ausmalung mit Ranken wurde 1980 erneuert. Die farbigen Glasfenster hat 1907 die Kunstglasmalerei Henning & Andres hergestellt. In der Turmhalle großes rundes Taufbecken vom Anfang des 13. Jahrhunderts. Auf der Empore befindet sich die Prieche derer von Bennigsen, die das Kirchenpatronat innehaben. Die Orgel wurde 1907 von Furtwängler & Hammer gebaut, durch Ernst Palandt 1969 umgebaut und 2002 durch Jörg Bente restauriert.